# 航空事故調査局 (イギリス)
イギリスの航空事故調査局（英語: Air Accidents Investigation Branch、AAIB）は、イギリスの航空事故調査機関。AAIBの調査官は3つの専門に分けられており、第一指揮順位機長を経験したものはOperations Inspectorとして、操縦系統に習熟しているものはEngineering inspectorとして、アビオニクスに詳しいものはFlight Recorder Inspectorとして調査にあたる。AAIBは運輸省の支部で、ハンプシャーのファーンバラ空港に本拠地を置く。

## 沿革
イギリスにおける航空事故調査の始まりは1912年イギリス飛行クラブが発行したサリーにあるブルックランズで発生した死亡事故（英語版）にまつわる報告書にさかのぼる。
AAIBは1915年にイギリス陸軍航空隊内に設置されたAccidents Investigation Branch(AIB)が前身となる。George Bertram Cockburnは事故調査官となり、戦争省の軍事航空局長（英語: Director General of Military Aeronautics）に直接報告を行っていた。
第一次世界大戦の終戦後、民間航空局は空軍省を設立し、AIBはその傘下となると同時に、民間および軍事すべての航空事故を調査することとなった。
第二次世界大戦後は、民間航空省が設立されAIBもその傘下となった。しかし、イギリス空軍の事故調査にあたるなど実情に変化はなかった。
その後貿易産業省などいくつかの省のもとで調査を続け、AIBは1983年運輸省傘下となる。1987年11月には名称を現在の航空事故調査局（英語: Air Accidents Investigation Branch、AAIB）に変更する。2002年には、運輸省の一部門として改組された。

## 組織
AAIBには49名の職員がいる。
- 航空事故主任調査官
- 航空事故副主任調査官
- それらの調査官の下で調査にあたる6分野の調査官

また、AAIBの調査官は下記の3つのうちいずれかの役割を担うことになる。
- 運航調査官 - 有効な定期運送用操縦士資格と第一種航空身体検査証明の合格が求められ、固定翼機やヘリコプターを適切に操縦できる技術や、幅広い航空知識が必要とされる。
- 構造調査官 - エンジニアリングの学位またはエンジニアとしての5年以上の実務経験が求められ、現代の航空機に対する知識と経験が必要とされる。
- フライトレコーダー調査官 - 電子工学の学位または航空工学関連のエンジニアとしての8年以上の実務経験が求められ、現代の航空機に対する知識と経験が必要とされる。

調査に対して行政的な支援を行う調査支援ユニット、また事故の一報を伝える情報ユニットと、管理責任者も置かれる。
AAIBの行政スタッフは運輸省の職員であり、英国の公務員ガイドラインにより雇用される。

## 調査
AAIBは「事故」あるいは「重大インシデント」の2つのカテゴリに沿って調査を行う。「事故」は、致命傷や重傷を負った人がいるなど人命にかかわるものや、航空機が損傷したり構造に異常が発生している、あるいは行方不明になるなどの全損の場合にあたる。「重大インシデント」は、事故につながるようなインシデントを言う。
AAIBはイギリスとその海外領土で発生した民間航空機の事故と重大インシデントの調査について責任をもつ。アンギラ、バミューダ諸島、イギリス領ヴァージン諸島、ケイマン諸島、ジブラルタル、フォークランド諸島、モントセラトとタークス・カイコス諸島がその海外領土となる。
そのほか、国外での事故調査であっても、英国籍の航空機や英国で作られた航空機、英国の航空会社の事故調査や、事故調査国から要望のある場合は調査にあたる。

## 本部

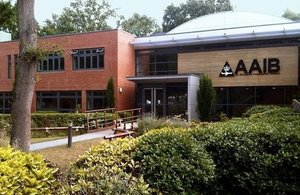
AAIB本部

AAIBの本部はファーンバラとエルダーショットの間にあるファーンバラ・ハウスに置かれ、建物はファーンバラ空港の敷地内に位置する。およそ1.75ヘクタールの敷地に3つの建物と駐車場が置かれ、ファーンバラ空港の主滑走路の南にある林の中にある。AAIBの建物はL形をしており、2階建てのオフィスビルと格納庫がある。建物にはオフィスと音響に関する研究所、レクチャー用のシアターが設けられている。
2012年より、敷地内に鉄道事故調査局の支部が置かれている。